# Апология Сократа (Ксенофонт)
Статья о работе Платона на эту же тему называется Апология Сократа (Платон). 
Защита Сократа на суде (др.-греч. Ἀπολογία Σωκράτους) — произведение древнегреческого писателя и историка афинского происхождения, полководца и политического деятеля Ксенофонта. Также встречается название «Апология Сократа» от древнегреческого (Ἀπολογία) «Апология», что соответствует слову «Защита», «Защитительная речь». Является важным источником жизнеописания Сократа.

## Содержание
Заглавие «Защита (или „Защитительная речь“) Сократа на суде» (по гречески «Апология») не соответствует содержанию этого сочинения, так как речь Сократа составляет лишь его среднюю часть: перед речью приводится разговор Сократа с Гермогеном, после речи — описание действий и слов Сократа по окончании суда; притом речь не является даже главной частью сочинений, так как автор в самом начале заявляет, что цель его — выяснить причину горделивого тона речи Сократа на суде: таким тоном, по мнению автора, он желал побудить судей вынести ему смертный приговор, так как считал смерть благом для себя. Поэтому речь приводится только как иллюстрация этого горделивого тона.
В произведении «Защита Сократа на суде» очень много общего (иногда почти буквально повторяемого) с последней главой «Воспоминаний о Сократе»

### Разговор Сократа с Гермогеном
Произведение начинается с разговора Сократа с Гермогеном. На увещевания Гермогена подготовить свою защиту Сократ отвечает, что

Дважды уже я пробовал обдумывать защиту, но мне противится бог.

В «Воспоминаниях о Сократе» Ксенофонт говорит, что благодаря указаниям голоса Сократ давал советы друзьям, и всегда эти советы оправдывались. Таким образом, по словам Ксенофонта, Сократ признавал за собою дар пророчества. Но свидетельство Платона, гласит совершенно иначе. Он ничего не сообщает ни о каких бы то ни было советах друзьям. «У меня это началось с детства, — говорит Сократ в Платоновой „Апологии“, — является какой-то голос и, когда явится, всегда отвращает меня от того, что я намереваюсь делать, и никогда не побуждает».

Разве ты не находишь удивительным, — сказал Сократ, — что, и по мнению бога, мне уже лучше умереть? Разве ты не знаешь, что до сих пор я никому не уступал права сказать, что он жил лучше меня? У меня было сознание — чувство в высшей степени приятной, что вся жизнь мною прожита благочестиво и справедливо; таким образом, я и сам был доволен собою, и находил, что окружающие меня — такого же мнения обо мне. А теперь, если ещё продлится мой век, я знаю, мне придётся выносить невзгоды старости — буду я хуже видеть, хуже слышать, труднее будет мне учиться новому, скорее буду забывать, чему научился прежде. Если же я буду замечать в себе ухудшение и буду ругать сам себя, какое будет мне удовольствие от жизни? Но, может быть, и бог по милости своей дарует мне возможность окончить жизнь не только в надлежащий момент жизни, но, и возможно легче.

### Речь Сократа на суде
На суде Сократ вместо принятого в то время обращения к милосердию судей, говорит о словах дельфийской пифии Херефонту о том, «что нет человека более независимого, справедливого и разумного, чем Сократ». Также он отвергает обвинения в богохульстве и развращении молодёжи.
В афинском судопроизводстве процессы разделялись на «ценимые» и «неценимые». «Неценимыми» были те, в которых наказание было предусмотрено действующими законами, а «ценимыми» — те, в которых наказание назначал суд. В таком случае после первой подачи голосов, когда решался вопрос, виновен ли подсудимый, следовало второе голосование (если вердикт был обвинительный) относительно меры наказания или штрафа. Наказание предлагал как обвинитель, так и подсудимый, причём последнему было невыгодно назначать себе слишком малое наказание, потому что тогда судьи могли склониться на сторону наказания, предложенного обвинителем. Пример этого мы имеем в процессе Сократа:

Когда ему предложили назначить штраф, он ни сам не назначил его, ни друзьям не позволил, а, напротив, даже говорил, что назначать себе штраф — это значит признать себя виновным. Потом, когда друзья хотели его похитить из тюрьмы, он не согласился и, кажется даже посмеялся над ними, спросив, знают ли они такое место за пределами Аттики, куда не было бы доступа смерти.

Согласно Платоновой «Апологии», он гордо говорит, что заслуживает не наказания, а высшей чести древних Афин — обеда в пританее за государственный счёт.

### Утешение друзей. Предсказание. Заключение
В этой последней части Сократ утешает друзей.

Присутствовавший при этом горячо преданный Сократу, но простодушный человек, некий Аполлодор сказал:
— Но мне особенно тяжело, Сократ, что ты приговорён к смертной казни несправедливо.
Сократ, говорят, погладил его по голове и сказал:
— А тебе, дорогой мой Аполлодор, приятнее было бы видеть, что я приговорён справедливо, чем несправедливо? — И при этом он улыбнулся.

Также он делает сбывшееся, согласно Ксенофонту, предсказание о сыне одного из своих обвинителей Анита.
В последнем и завершающем абзаце говорится о мудрости и благородстве Сократа.

## Ссылка
Защита Сократа на суде